# 카우 뿐
카우 뿐(라오어: ເຂົ້າປຸ້ນ)은 라오스의 국수 요리이다. 쌀국수인 센 카우 뿐을 코코넛밀크와 레드 커리가 든 국물에 말아 내는 음식으로, 명절이나 결혼식 때 흔히 낸다. 고기로는 닭고기나 돼지고기, 생선이 쓰이며, 룩 신(완자)이나 돼지 선지를 넣어 만들기도 한다. 향신채로는 마늘, 셜롯, 큰고량강, 레몬그래스가 쓰이며, 마지막에는 약모밀과 타이바질 같은 허브를 올려 낸다. 간은 빠 댁(어장)과 소금 등으로 한다.

## 같이 보기
- 락사
- 온 노 카웃스웨
- 카오 소이